# 8.30 PM Tonight...
8.30 PM Tonight... – album Elvisa Presleya, składający się z koncertu z 22 maja 1977 w Largo w stanie Maryland.

## Lista utworów
1. "See See Rider"
2. "I Got a Woman – Amen"
3. "Love Me"
4. "Fairytale"
5. "You Gave Me a Mountain"
6. "Jailhouse Rock"
7. "Funny How Time Slips Away "
8. "It’s Now or Never"
9. "Little Sister"
10. "Teddy Bear – Don’t Be Cruel"
11. "My Way"
12. "intro: Early Morning Rain – What’d I Say – Johnny B. Goode – Love Letters – School Days "
13. "Danny Boy – Walk with Me (by Sherill Nielsen)"
14. "Hound Dog"
15. "Can’t Help Falling in Love"